# Kubańska Federacja Kobiet
Kubańska Federacja Kobiet hisz. Federación de Mujeres Cubanas (FMC) – kubańska organizacja społeczno-polityczna założona w 1960 r., mająca 73710 placówek w całym kraju. Do FMC należy 85% kobiet w wieku powyżej 14 roku życia. Federacja ma bliskie powiązania z wieloma ministerstwami i przez tę organizację głos kobiet w walce o pełne prawa może zostać usłyszany. W dzisiejszej Kubie 44,5% członków związków zawodowych, 64% prawników, 49% sędziów i 47% sędziów Sądu Najwyższego to kobiety. 45,2% deputowanych do parlamentu to kobiety – to trzeci na świecie odsetek kobiet uczestniczących w życiu publicznym. 
Bieżące zadania FMC to głównie przeciwdziałanie seksizmowi we wszystkich aspektach życia, oraz organizowanie akcji charytatywnych, kursów dokształcających i wieczorków artystycznych.  20 marca 2004 r., w dzień Niedzieli Palmowej, członkinie Federacji zaatakowały i znieważyły, grupę znaną jako Kobiety w Bieli (Damas de Blanco), walczącą o uwolnienie więźniów politycznych i dysydentów, uwięzionych w 2003 r.   
Wieloletnią przewodniczącą FMC, była Vilma Espína, żona tymczasowego prezydenta Kuby, Raúla Castro, bratowa przywódcy rewolucji kubańskiej i prezydenta, Fidela Castro.